# Чак Манджоні
Чарльз Френк Манджоні (англ. Charles Frank Mangione; 29 листопада 1940, Рочестері, Нью-Йорк — 22 липня 2025, там же) — американський джазовий виконавець на флюгельгорні, трубач і композитор. Знаний як учасник гурту Арта Блейкі у 1960-х роках, а пізніше разом зі своїм братом Гепом став співкерівником гурту «Jazz Brothers», досягнувши міжнародного успіху у 1977 році зі своїм джаз-поп-синглом «Feels So Good». З 1960-х років випустив понад 30 альбомів. З'являвся в різних телевізійних шоу, зокрема в епізодичній ролі в «Король гори».

## Ранні роки
Народився 29 листопада 1940 року в Рочестері, штат Нью-Йорк, в італо-американській родині, де і виріс. Його батьки володіли продуктовою крамницею Mangione Grocery і захоплювались джазом. У початковій школі Манджоні брав уроки гри на фортепіано, але після перегляду фільму «Трубач» перейшов на трубу. У старшій школі разом зі своїм братом-піаністом Гепом створив гурт і грав на сесіях з Діззі Гіллеспі та Майлзом Девісом.

## Кар'єра
У 1960-х роках грав з гуртом Арта Блейкі. Разом з братом очолював «Mangione Brothers Sextet/Quintet», записавши три альбоми для Riverside Records, а потім зайнявся іншою роботою. Його композиція «Something Different» для «Mangione Brothers Sextet» записав Кеннонбол Аддерлі для свого альбому 1961 року «African Waltz». У 1958—1963 роках навчався в Музичній школі Істмена в Рочестері, де почав грати на флюгельгорні. Потім приєднався до гурту «Jazz Messengers» Арта Блейкі, зайнявши місце трубача, яке раніше обіймали Кліффорд Браун, Фредді Габбард, Кенні Доргем, Білл Гардман і Лі Морган.
Наприкінці 1960-х років був учасником гурту «National Gallery». 1968 року гурт випустив альбом «Performing Musical Interpretations of the Paintings of Paul Klee». У 1968—1972 роках керував джазовим ансамблем «Eastman». 1970 року записав альбом «Friends and Love» на концерті з Рочестерським філармонічним оркестром і запрошеними виконавцями. Квартет Манджоні з саксофоністом Джеррі Нівудом був популярним концертним і звукозаписним колективом протягом 1970-х років. «Bellavia», записана під час співпраці, 1977 року принесла йому першу премію «Греммі» в категорії «Найкраща інструментальна композиція». «Bellavia» використовували у Луїсвіллі, штат Кентуккі, як фонову музика для закриття шкіл; вперше її використали під час хуртовини 1978 року.
Окрім квартету з Нівудом, Манджоні мав шалений успіх зі своїм ансамблем кінця 1970-х років, до якого входили Кріс Вадала (саксофон і флейта), Грант Гейсман (гітара), Чарльз Мікс (бас-гітара) та Джеймс Бредлі-молодший (барабан). Ця версія гурту записувалася та гастролювала з хітовими студійними альбомами «Feels So Good» і «Fun and Games», а також альбом саундтреків до фільму «Діти Санчеса». 1980 року деякі учасники гурту взяли участь у благодійному концерті «Tarantella». Пісня «Feels So Good» стала рідкісним інструментальним хітом у десятці найкращих, досягнувши 4-го місця в Billboard Hot 1001978 року.
Композиція Манджоні «Chase the Clouds Away» прозвучала на літніх Олімпійських іграх 1976 року в Монреалі, Квебек. Його композиція «Give It All You Got» стала темою Зимових Олімпійських ігор 1980 року в Лейк-Плесід, Нью-Йорк. Він виконав її наживо на церемонії закриття. 1978 року написав саундтрек до фільму «Діти Санчеса» за участю Ентоні Квінна. 1979 року альбом приніс йому другу премію «Греммі» в категорії «Найкраще інструментальне попвиконання». 1980 року журнал «Current Biography» назвав «Feels So Good» найвідомішою мелодією з часів «Michelle» гурту «The Beatles». Завдяки продажу квитків на його концерт 2000 року до 60-річчя у Рочестері, Манджоні зібрав понад 50 000 доларів для будинку для людей похилого віку святого Івана.
2009 року Джеррі Нівуд і Коулман Меллетт, учасники гурту Манджоні, загинули в катастрофі рейсу 3407 авіакомпанії Colgan Air поблизу Баффало, штат Нью-Йорк.
2015 року пішов на пенсію і 2024 року продав свої авторські права компанії Primary Wave.

## Акторська кар'єра та телевізійні виступи
Окрім музики, Манджоні з'являвся в телевізійних шоу, зокрема «Magnum, PI» і «Sharon, Lois &amp; Bram's Elephant Show» на CBC. За кілька місяців до прем'єри шоу на телебаченні 1997 року до нього звернулися зі сценарієм і він став персонажем мультсеріалу «Король гори» як речник «Mega Lo Mart». Манджоні насолоджувався «чудовою популярністю». Його альбом 2000 року «Everything For Love» містить трек «Peggy Hill» як данина поваги серіалу.

## Особисте життя та смерть
Його дружина, Розмарі, померла 2015 року. У нього було дві доньки, Ненсі та Діана, мав правнуків.
Помер 22 липня 2025 року уві сні у своєму будинку в Рочестері. Йому було 84 роки.

## Дискографія
Серед записів Манджоні:
- The Jazz Brothers у складі «Mangione Brothers Sextet» (Riverside Records, 1960)
- Hey Baby! у складі «Jazz Brothers» (Riverside, 1961)
- Spring Fever у складі «Jazz Brothers» з Салом Ністіко (Riverside, 1961)
- Recuerdo (Jazzland, 1962)
- Friends & Love…A Chuck Mangione Concert (Mercury, 1970)
- Together: A New Chuck Mangione Concert (Mercury, 1971)
- Alive! (Mercury, 1972)
- The Chuck Mangione Quartet (Mercury, 1972)
- Land of Make Believe (Mercury, 1973)
- Chase the Clouds Away (A&M, 1975)
- Bellavia (A&M, 1975)
- Main Squeeze (A&M, 1976)
- Feels So Good (A&M, 1977)
- Children of Sanchez (A&M, 1978)
- Fun and Games (A&M, 1979)
- An Evening of Magic, Live at the Hollywood Bowl (A&M, 1979)
- Tarantella (A&M, 1981)
- Love Notes (Columbia, 1982)
- 70 Miles Young (A&M, 1982)[35]
- Journey to a Rainbow (Columbia, 1983)
- Disguise (Columbia, 1984)
- Save Tonight for Me (Columbia, 1986)
- Eyes of the Veiled Temptress (Columbia, 1988)
- Live at the Village Gate (Feels So Good, 1989)
- The Boys from Rochester (Feels So Good, 1989)
- The Hat's Back (Chuck Mangione, 1994)[36]
- Together Forever зі Стівом Гаддом (Chuck Mangione, 1994)
- The Feeling's Back (Chesky Records, 1999)
- Everything for Love (Chesky Records, 2000)[37]